# 董芳霄
董芳霄（1986年1月23日—），女，河北唐山人，前中国体操运动员，強項是自由體操，目前在新西蘭擔任體操教練。

## 生平

### 运动员经历
董芳霄4岁起进入唐山一所体操幼儿园接受体操训练。1994年开始接受专业训练， 1996年进入中国国家体操队，1999年天津世锦赛和2000年悉尼奥运会上代表中国获得了女子体操团体两枚铜牌。
2001年世界大学生运动会团体金牌和自由操的金牌，2001年中国第9届全运会团体金牌和自由体操金牌。2002年因股骨头坏死退役。
退役后董芳霄一直处于失业状态，2004年进入北京第二外国语大学法文系进修。

### 裁判员经历
2008年北京奥运会时担任跳马项目技术官员。

## 家庭
董芳霄与新西兰籍丈夫特雷现住新西兰北岛怀卡托地区的亨特利，董已经获得新西兰永久居民权。

## 争议

### 年龄疑云
国际奥委会宣布，由于年龄造假，褫奪中国体操女队2000年悉尼奥运会团体铜牌。国际奥委会还取消了体操运动员董芳霄悉尼奥运会的所有比赛成绩。董芳霄當時申報年齡為17岁，但国际体操联合会调查发现她当时只有14岁，远远低于最低参赛年龄规定的16岁。此前国际体联取消了董芳霄1999年-2000年所有重大国际比赛中获得的成绩。她的队友杨云因证据不充分，被处以警告处罚。国际奥委会责令中国奥委会尽快将女子体操团体铜牌归还，以便能够重新颁发给当时排在第四位的美国队。